# I Get Lonely
I Get Lonely ist ein Lied der amerikanischen Sängerin Janet Jackson aus ihrem sechsten Album The Velvet Rope (1997). Das Lied wurde im Februar 1998 als dritte Single des Albums veröffentlicht und erreichte die Top Five der amerikanischen Billboard Hot 100. Eine offizielle Remixversion des Liedes veröffentlichte Janet mit BLACKstreet.

## Geschichte
Die ursprüngliche Version wurde von Jimmy Jam und Terry Lewis geschrieben und produziert. Sie erschien auf Janet Jacksons sechsten Album The Velvet Rope. Neben der ursprünglichen Single veröffentlichte Janet auch eine offizielle Remixversion mit BLACKstreet. Das Lied wurde bei den Grammy Awards 1999 in der Kategorie „Best Female R&B Vocal Performance“ nominiert, aber verlor gegen Lauryn Hills Nummer-eins-Hit Doo Wop (That Thing). Im Jahr 1998 sang Jackson das Lied in der The Rosie O’Donnell Show, bei der TMF Awards Show und der Soul Train Awards Show. Jackson sang das Lied auch auf ihrer weltweiten The Velvet Rope Tour, in der sie dieselbe Tanzchoreografie aus dem Musikvideo benutzte. Später sang Jackson das Lied noch auf der Rock Witchu Tour und 2011 auf ihrer Tour Number Ones: Up Close and Personal.

## Musikvideo
Die Regie zum Musikvideo führte Paul Hunter, die Tanzchoreographie entwickelte Tina Landon. Im Februar 1998 wurde das Musikvideo veröffentlicht. Es gibt zwei Versionen des Musikvideos; die ursprüngliche und die BLACKstreet Remix-Version. Die erste Version erschien auf der DVD-Edition zu Jacksons 2001 Album All for You und das Remix-Video 2004 auf Janets Video-Kompilation From janet. to Damita Jo: The Videos.

## Charts
Als BLACKstreet-Remix debütierte das Lied auf Platz 3 der amerikanischen Billboard Hot 100 und konnte sich dort halten. In Europa feierte das Original kaum Erfolge, es erreichte in einigen Liedern die Top 50. Im Vereinigten Königreich aber wurde das Lied ein Erfolg mit Platz 5. In Neuseeland erreichte das Lied auch die Top Ten.

### Jahrescharts
| Jahrescharts (1998)    | Platzierung |
| ---------------------- | ----------- |
| Vereinigte Staaten     | 43          |
| Vereinigtes Königreich | 42          |